# Osiedle Koszutka
Osiedle Koszutka (do 1990 roku Osiedle Robotnicze im. Juliana Marchlewskiego) – osiedle mieszkaniowe, położone na terenie dzielnicy Koszutka w Katowicach, powstałe w latach 50. XX wieku w stylu socrealizmu.

## Historia

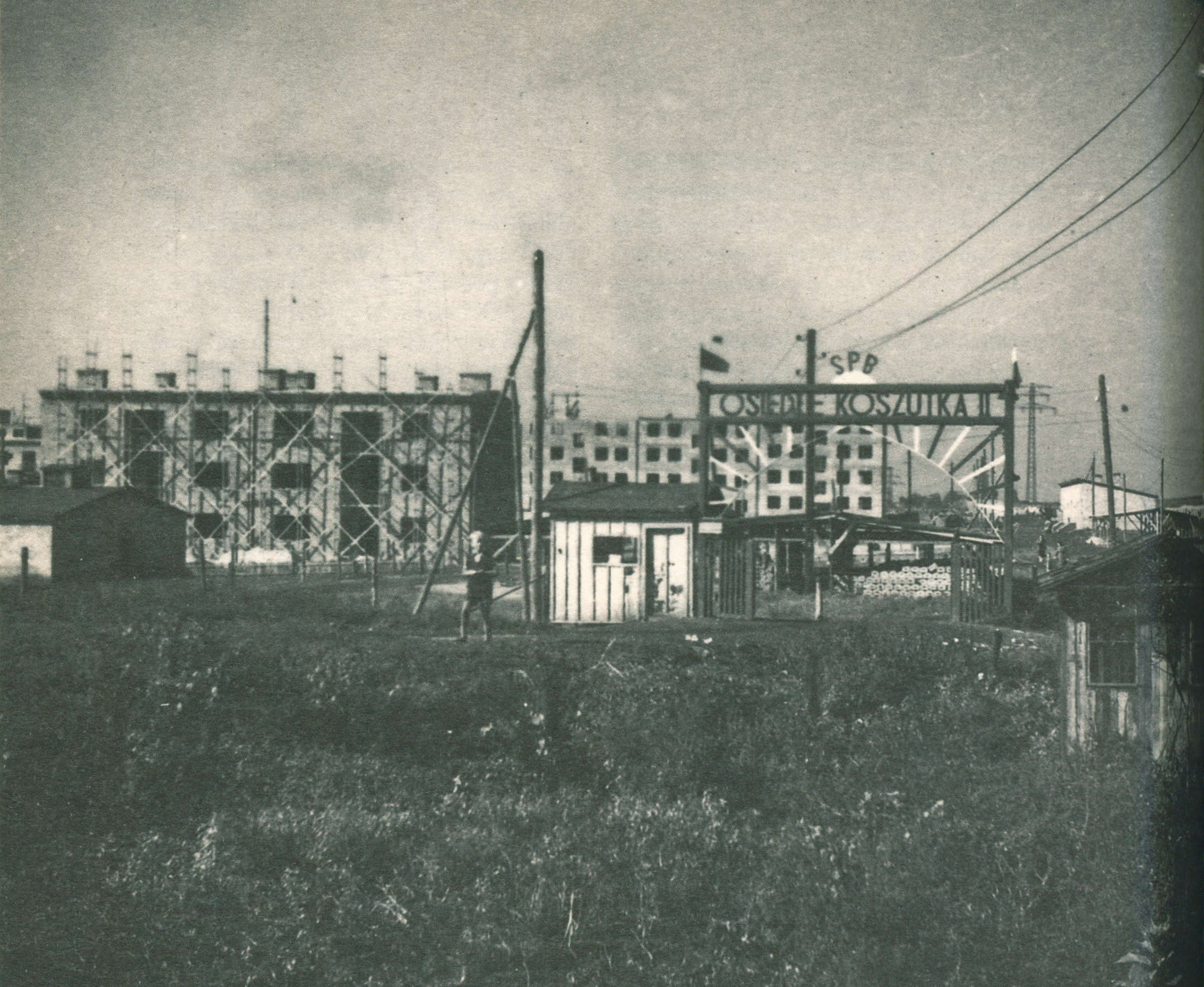
Koszutka II w trakcie budowy; zdjęcie z około 1950 roku

Decyzja o lokalizacji osiedla zapadła na przełomie lat 1946/47. Budowę rozpoczęto na zlecenie Biura Budowlanego Przemysłu Węglowego. Od 1949 roku naczelnym inwestorem był Centralny Zarząd Zakładu Osiedli Robotniczych w Warszawie, a inwestorem bezpośrednim Dyrekcja Budowy Osiedli Robotniczych Katowice. Powołano też specjalne Kierownictwo Budowy. W 1950 roku osiedlu nadano nazwę „Os. Robotnicze im. Juliana Marchlewskiego”. W 1990 roku wrócono do pierwotnej, historycznej nazwy „Koszutka”.
Osiedle obejmowało około 65,5 ha, docelowo miało w nim zamieszkać 20 tys. osób. W latach 1946–1947 wybudowano część określaną jako Koszutka I, położoną na północ od ulicy Misjonarzy Oblatów MN (dawniej J. Marchlewskiego). Na przełomie lat 1949–1950 rozpoczęto zabudowę zasadniczej części osiedla określanej jako Koszutka II, zlokalizowanej na południe od tej ulicy. W skład Koszutki II wchodziło pięć kolonii: Kolonia nr 1 (lata 1950–1951), Kolonia nr 2-3 (lata 1952–1953) i Kolonia nr 4 i 5 (lata 1954–1955).
W latach 1955–1956 powstał „Szczegółowy plan zagospodarowania przestrzennego rozbudowy osiedla im. J. Marchlewskiego w Stalinogrodzie” opracowany przez architektów Mariana Skałkowskiego, Stanisława Kwaśniewicza, Mieczysława Króla i Zygmunta Majerskiego. Zrywano w nim z obrzeżną zabudową w stylu socrealizmu na rzecz luźnych układów modernistycznych budynków.

## Architektura i urbanistyka

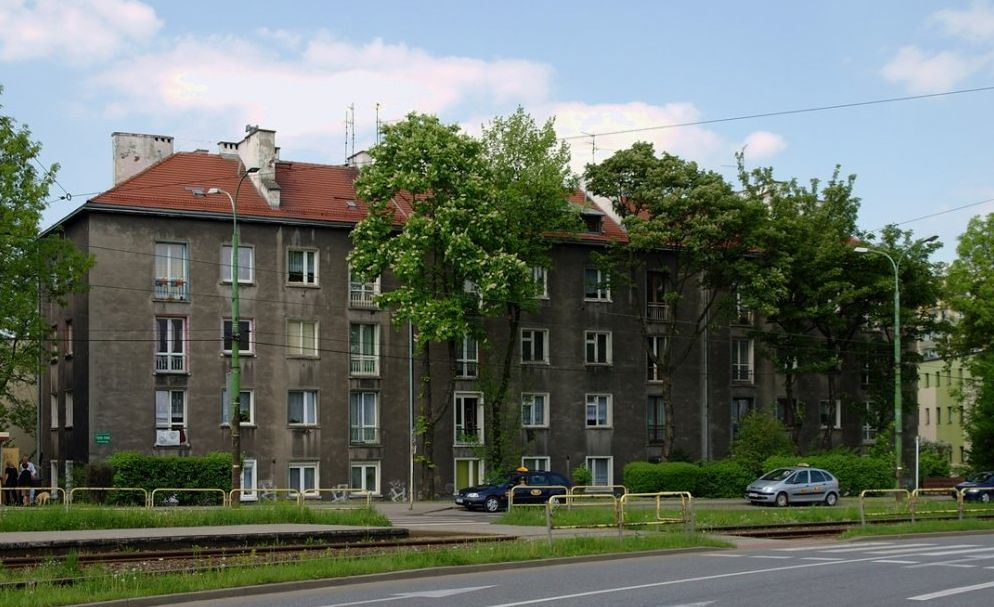
Koszutka I, blok położony przy alei W. Korfantego

Projekt urbanistyczno-architektoniczny d. osiedla J. Marchlewskiego opracował zespół „Miastoprojekt” ZOR Warszawa z Aleksandrem Marianem Korwin-Szymanowskim jako głównym projektantem. Osiedle utrzymane jest w stylu socrealizmu. Składa się z prostych, symetrycznych budynków na planie prostokąta, pojedynczych lub połączonych w długie ciągi, ustawionych w zabudowie obrzeżnej, czyli fasadami wzdłuż ulic. Na wewnętrznych dziedzińcach ulokowano przedszkola, żłobki i place zabaw. Pomiędzy budynkami zaprojektowano arkadowe przejścia oraz prostokątne monumentalne bramy.

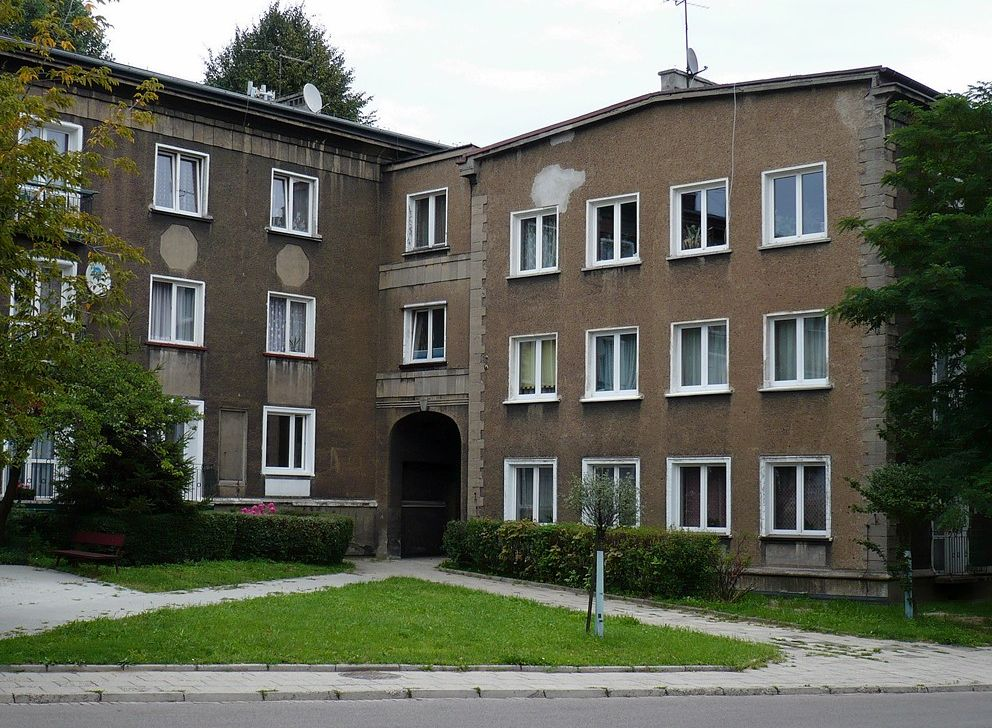
Koszutka II, zabudowa przy ul. M. Grażyńskiego

W wystroju zewnętrznym budynków stosowano często zasadę trójpodziału elewacji, której dolną część stanowił wyróżniający się fakturą tynku potężny cokół, mieszczący wysoki parter ze sklepami i lokalami usługowymi. Na elewacjach zastosowano szeroką gamę detali architektonicznych – płyciny, kolumny, lizeny, boniowane cokoły i pilastry, profilowane gzymsy, attyki i tralkowe balustrady.
Najstarsze bloki osiedla były niskie, ze względu na nieścisłe dane dotyczące gruntów i ryzyko wystąpienia szkód górniczych. Są to tzw. „zorowskie domy”, miały 2 kondygnacje, strome dachy, nie posiadały centralnego ogrzewania. W koloniach nr 1-3 przeważały budynki czterokondygnacyjne. Dopiero wzniesienie siedmiokondygnacyjnego gmachu Biura Projektów i Studiów Przemysłu Węglowego przy Pl. Grunwaldzkim obaliło mit o złej jakości gruntów i umożliwiło budowanie obiektów wysokich. Kolonia nr 5 składała się z siedmiokondygnacyjnych bloków oraz ośmiokondygnacyjnego na rzucie podkowy zaprojektowanego przez Włodzimierza Łubkowskiego.
Budynki wznoszono z cegieł metodą tradycyjną. W domach kolonii nr 5 zastosowano prefabrykowane stropy. Posiadały piwnice, pralnie i suszarnie na poddaszach. Przeważały mieszkania typu M-2 i M-3. Często wyposażono je we wbudowane szafy oraz podokienne spiżarki. Podłogi w pokojach i przedpokojach wyłożono parkietami dębowymi lub bukowymi. W łazienkach zastosowano lastriko, w kuchniach płytki ksylolitowe zastąpione ze względów oszczędnościowych gumolitem.
W latach 1956–1962 zgodnie z planem zagospodarowania przestrzennego Koszutki dopełniono zabudowę osiedla przez wystawienie pięciu modernistycznych punktowców przy ul. Broniewskiego i Sokolskiej, galeriowca przy Pl. Grunwaldzkim i trzech budynków mieszkalnych z pawilonami handlowo-usługowymi przy Al. W. Korfantego projektu Mieczysława Króla. W latach 1958–1963 wzniesiono kompleks „Niebieskie bloki” (proj. Stanisław Kwaśniewicz) – zespół sześciu bloków mieszkalnych, poprzedzonych pasażem usługowo-handlowym (proj. Jurand Jarecki), usytuowanych przy ul. M. Grażyńskiego i Sokolskiej.
Na terenie osiedla znajduje się pl. Grunwaldzki. Osiedle graniczy z Parkiem Alojzego Budnioka.

Zabudowa d. osiedla J. Marchlewskiego (obecnie os. Koszutka)
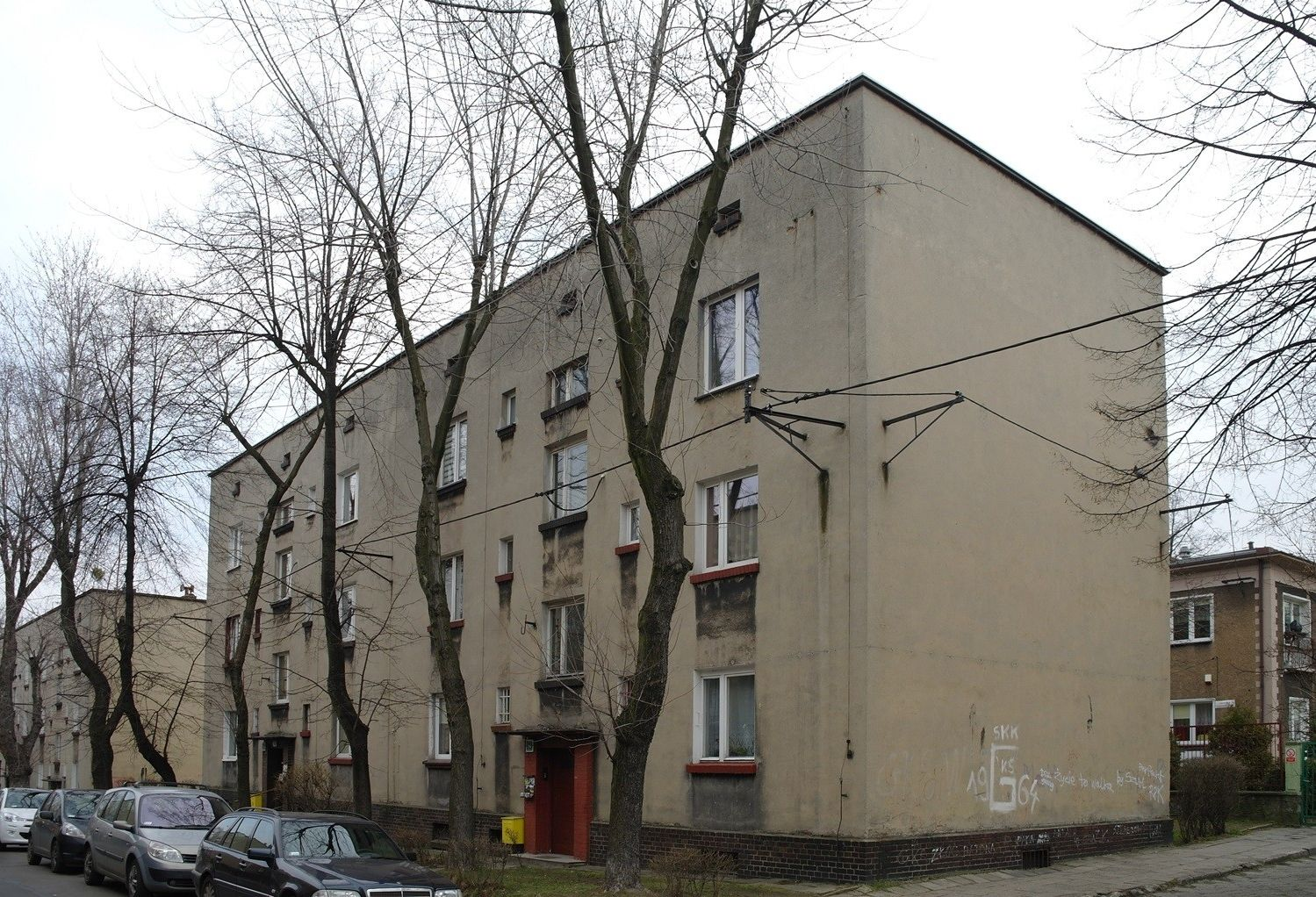
Koszutka I, blok przy ul. Ks. Kard. S. Wyszyńskiego
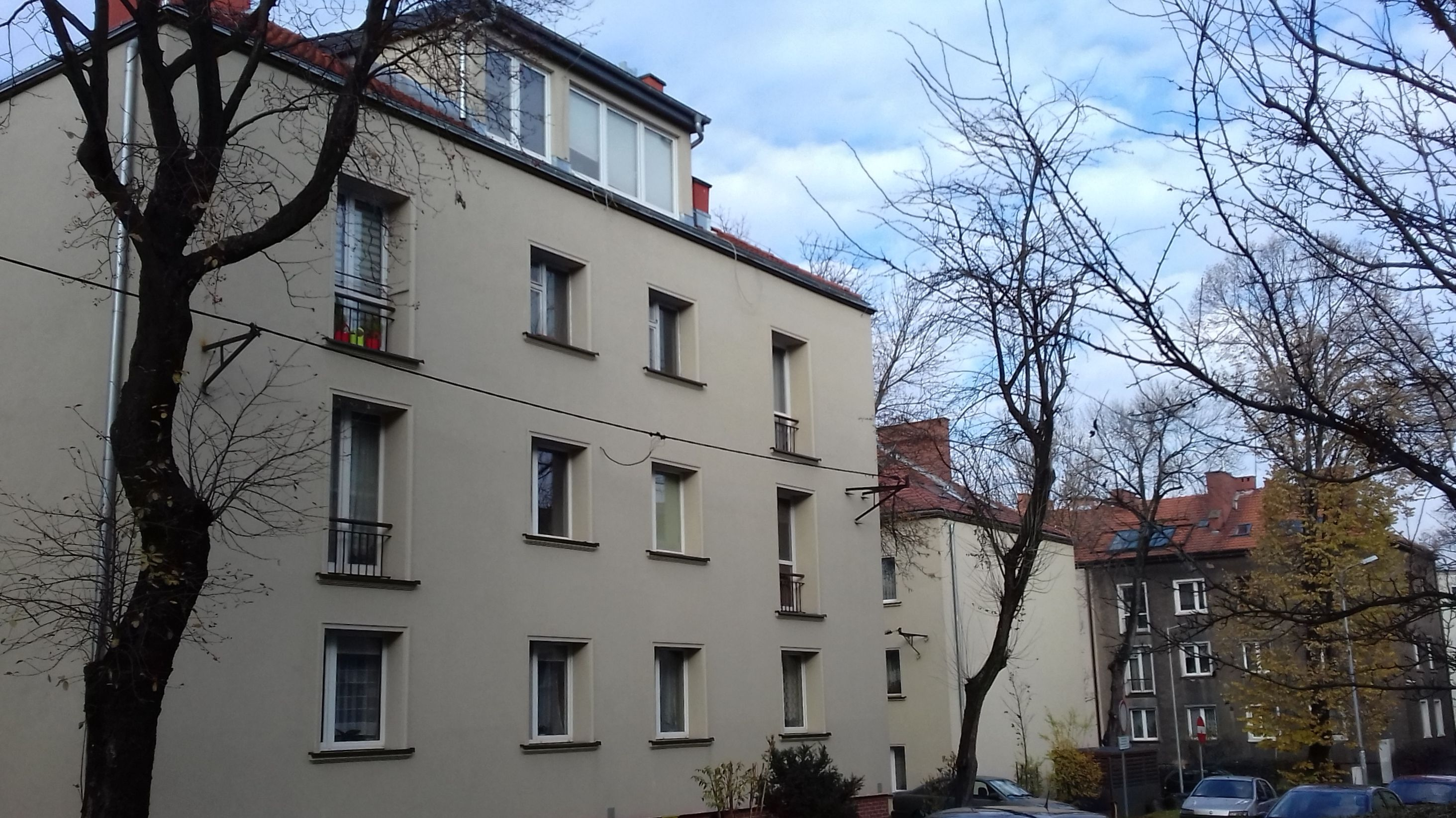
Koszutka I, dom przy ul. A. Słonimskiego
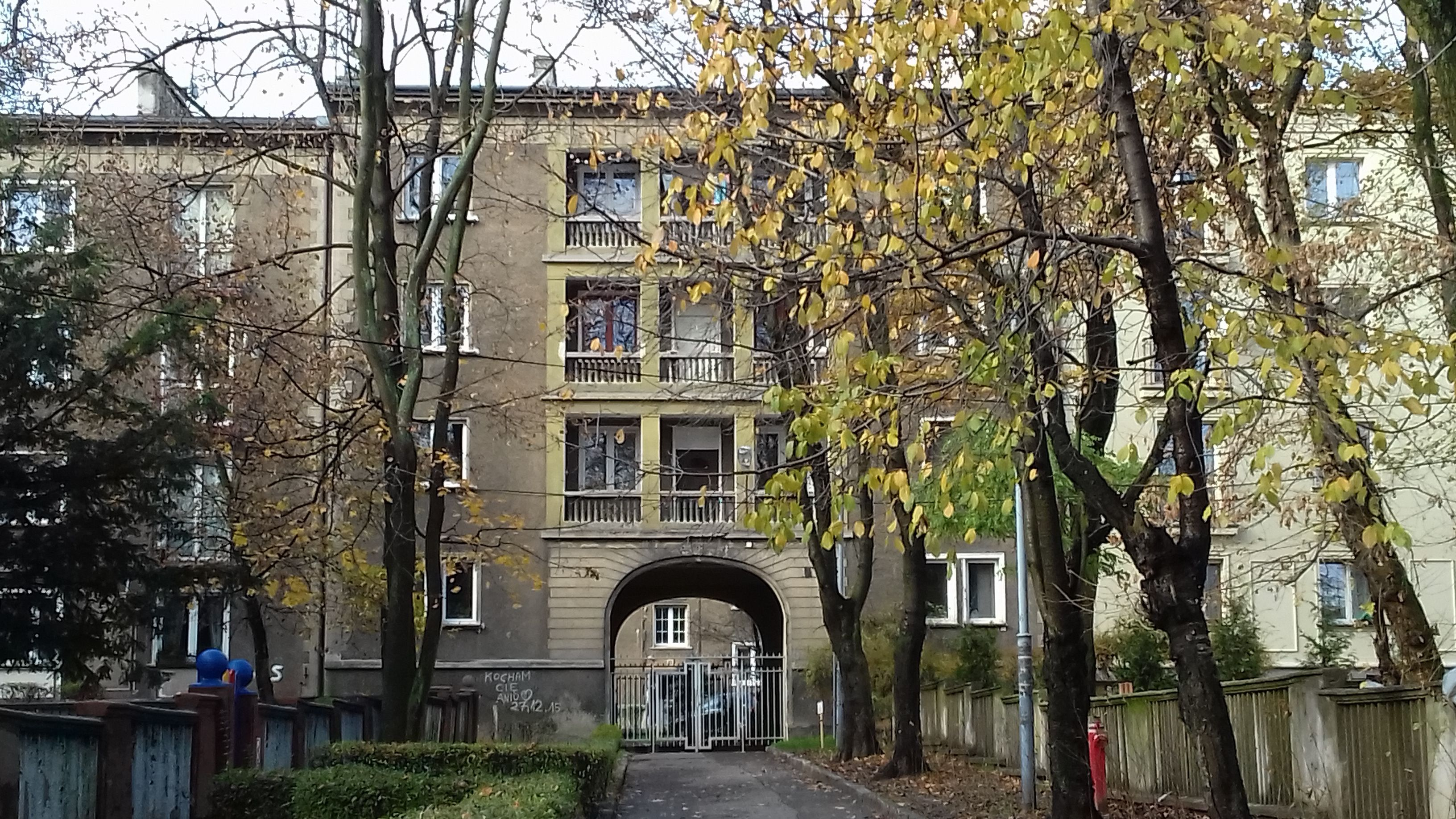
Koszutka II, blok z bramą przy ul. Grażyńskiego
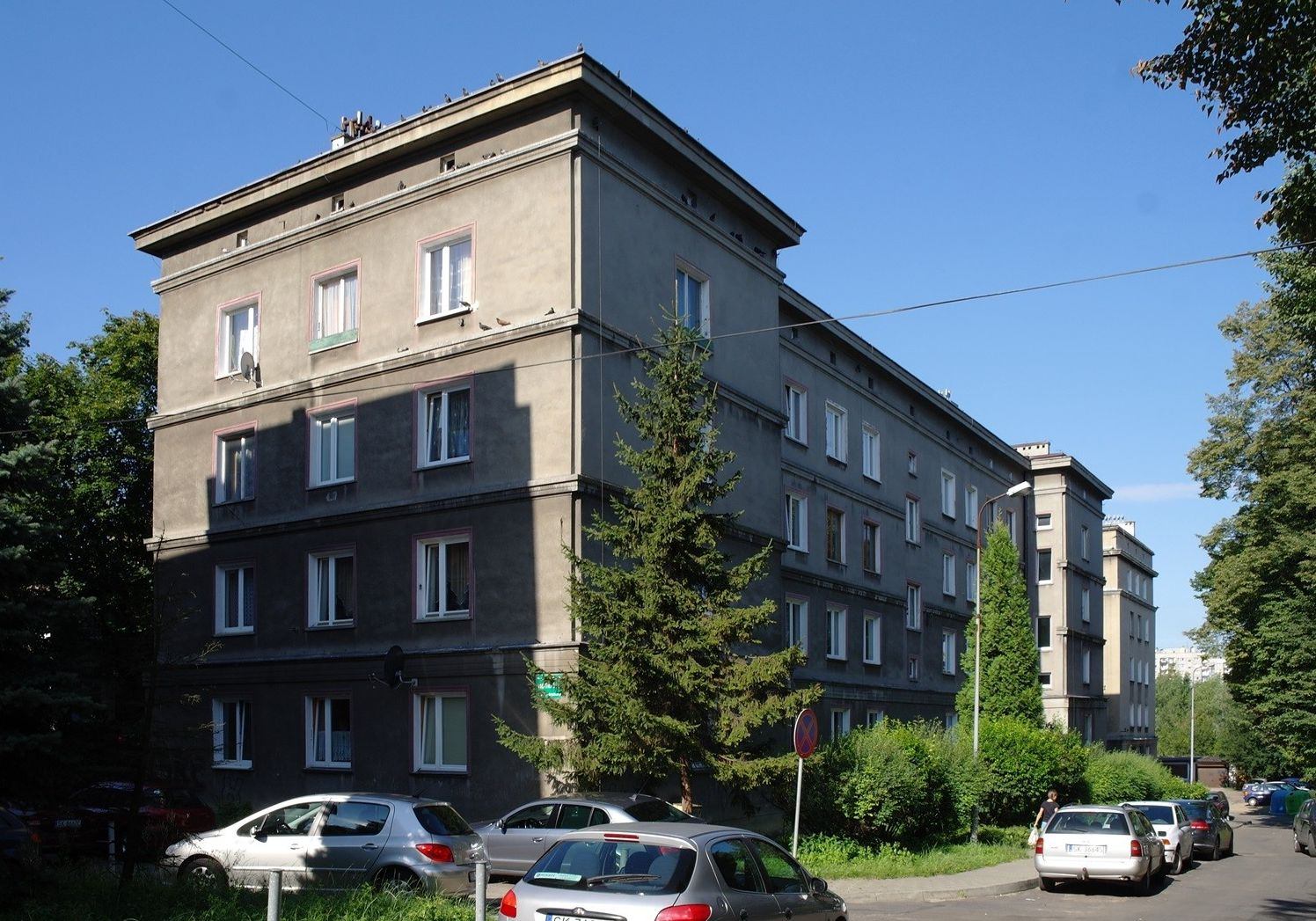
Koszutka II, zabudowa przy ul. K. Iłłakowiczówny
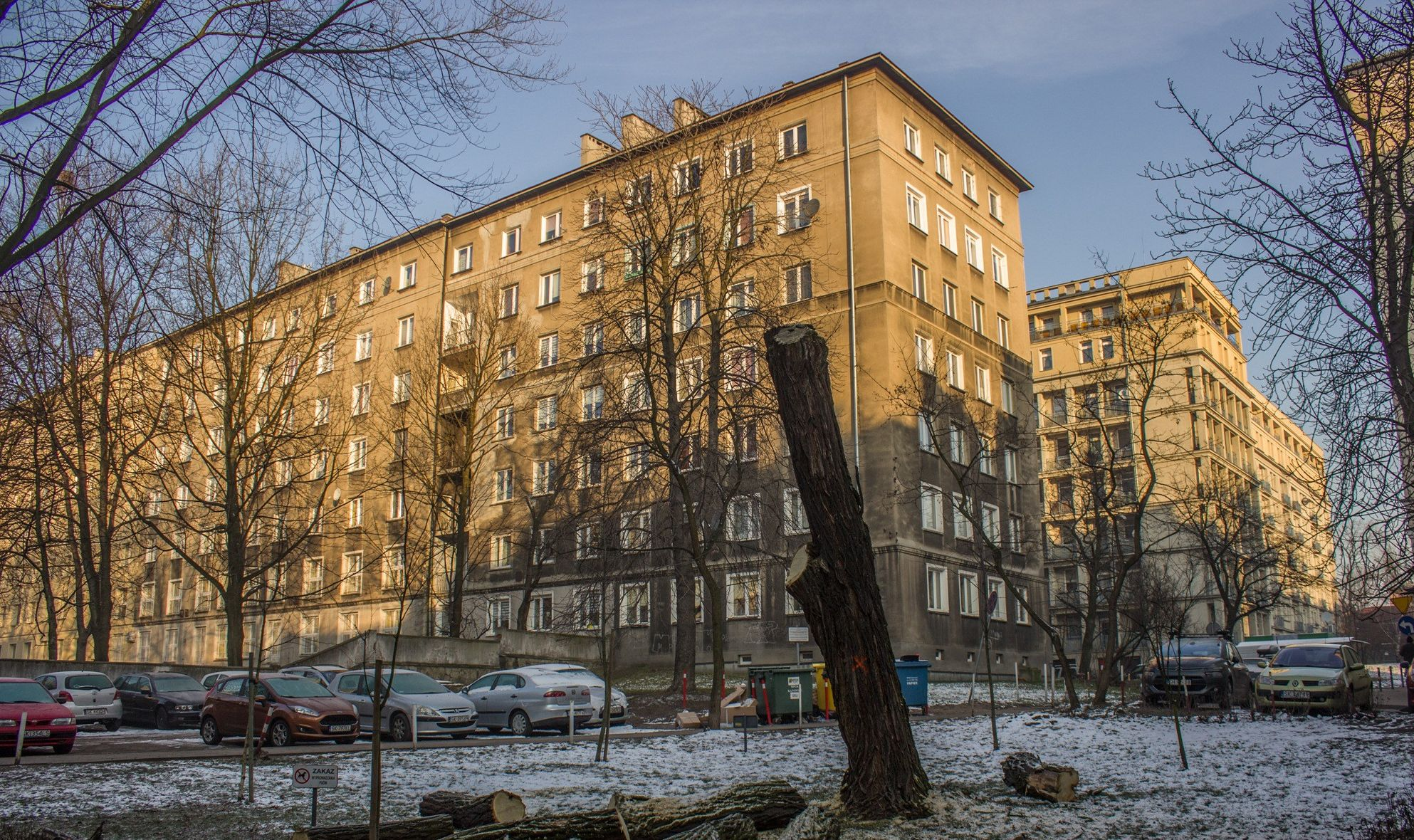
Koszutka II, bloki przy ul. S. Okrzei

## Infrastruktura osiedla
W poszczególnych koloniach osiedla lokalizowano sklepy i punkty usługowe. Wybudowano hotele robotnicze (ul. Sokolska 65,78, 80, ul. B. Czerwińskiego 6), żłobki (ul. K. Iłłakowiczówny 15, G. Morcinka 19a, Misjonarzy Oblatów MN 24), ośrodek zdrowia (ul. Ks. Kard. S. Wyszyńskiego 4) i przedszkola. Są to następujące placówki:
- Miejskie Przedszkole nr 52 Iłłakowiczówny 15A (1953–54)[7]
- Miejskie Przedszkole nr 14, ul. Ks. Kard. S. Wyszyńskiego 16a (dawne przedszkole nr 29, pocz. lat 50. XX w.)[8]
- Miejskie Przedszkole nr 48, ul. Sokolska 56a (1953)[9] oraz szkoły:
- Szkoła Podstawowa nr 36, ul. K. Iłłakowiczówny 13 (1953–54)[10]
- Szkoła Podstawowa nr 59 (obecnie Wydział Pedagogiki i Psychologii Uniwersytetu Śląskiego, ul. M. Grażyńskiego 53 (1953–54)[11]
- Zespół Szkół, ul. M. Grażyńskiego 17 (dawna Szkoła Podstawowa nr 57 i X Liceum Ogólnokształcące im. J. Kawalca, proj. Stanisław Kwaśniewicz, 1958–62, obecnie Zespół Szkolno-Przedszkolny dla dzieci Niesłyszących i Słabosłyszących)[12].

Na terenie osiedla znajdują się również:
- Gmach dawnego Biura Studiów i Projektów Przemysłu Węglowego tzw. Biurowiec, Pl. Grunwaldzki 8-12 (proj. Janusz Ballensted, pocz. lat 50. XX w.)
- Regionalny Ośrodek Doskonalenia Nauczycieli „WOM”, ul. Ks. Kard. S. Wyszyńskiego 7 (dawny Internat Państwowego Liceum Pedagogicznego tzw. Bursa, 1950-51)
- Kino Kosmos, ul. Sokolska 66 (proj. Stanisław Kwaśniewicz, 1959-65)
- Miejski Dom Kultury „Koszutka”, ul. M. Grażyńskiego 47 (proj. Wacław Lipiński, 1969 r.)
- Miejska Biblioteka Publiczna. Filia nr 11, ul. M. Grażyńskiego 47 (proj. Wacław Lipiński, 1969 r.)

Ogrzewanie zapewniały specjalnie wybudowane kotłownie zdalaczynne.

Placówki usługowe na d. osiedlu J. Marchlewskiego (obecnie os. Koszutka)
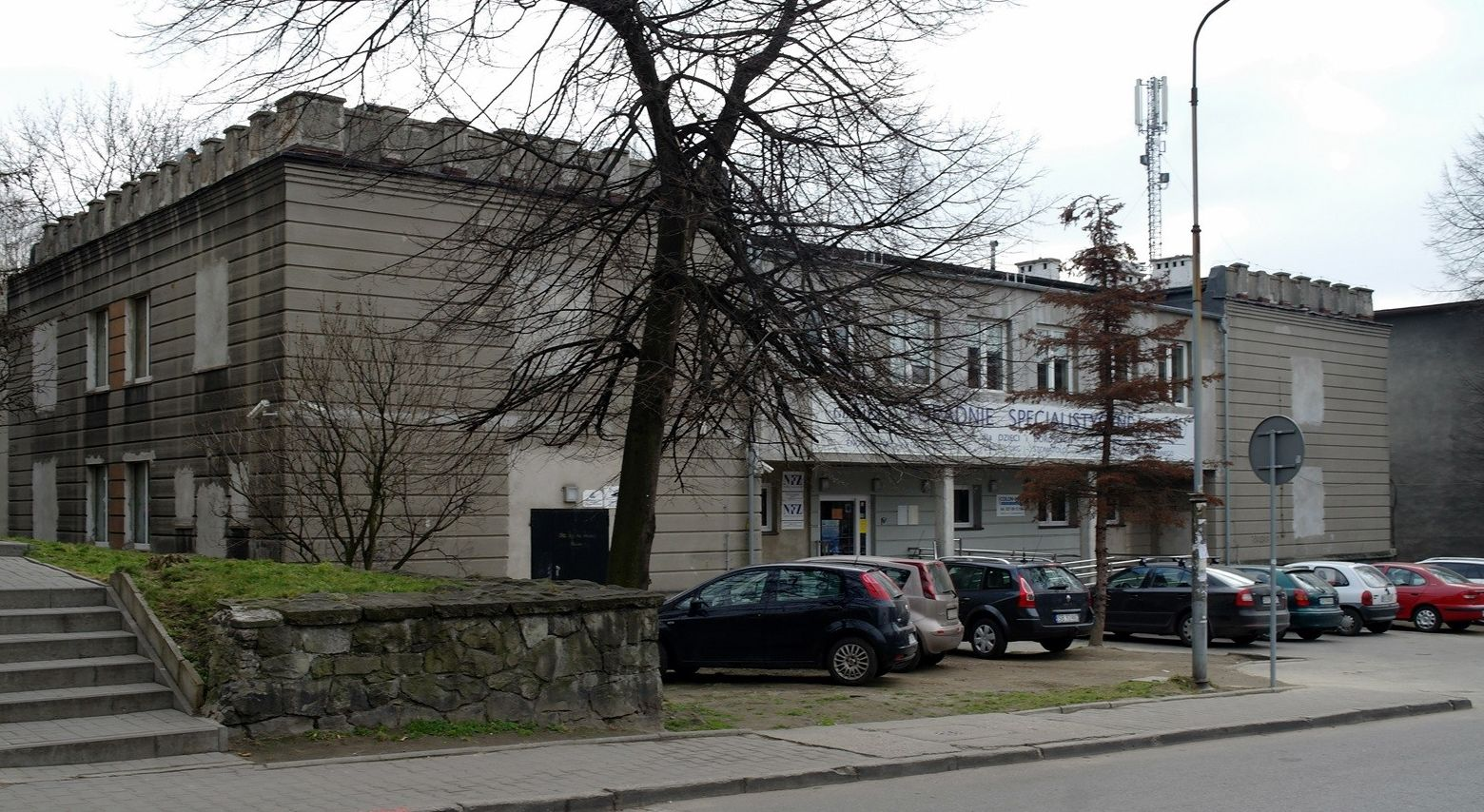
Ośrodek zdrowia, ul. ks. kard. S. Wyszyńskiego
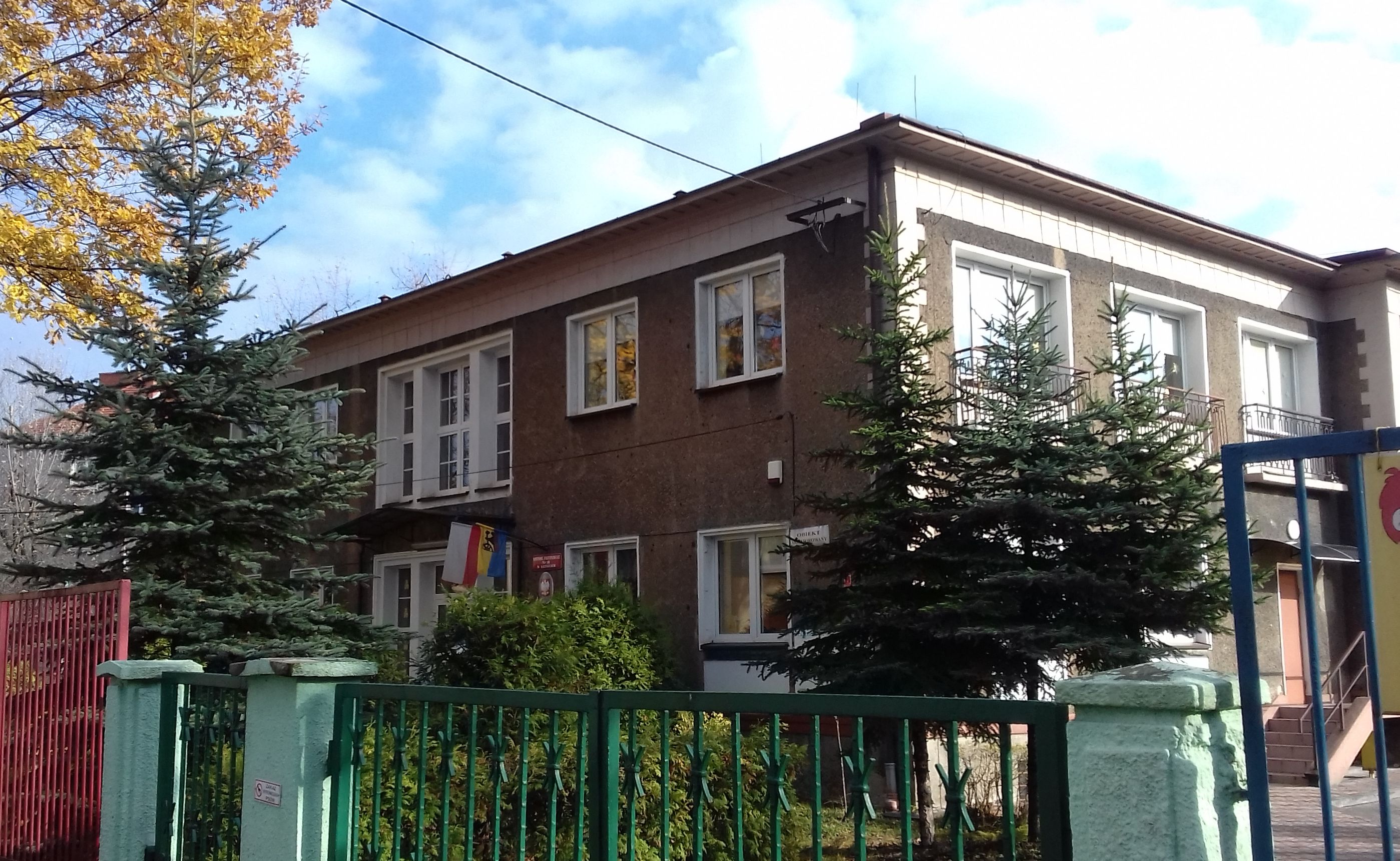
przedszkole, ul. ks. kard. S. Wyszyńskiego
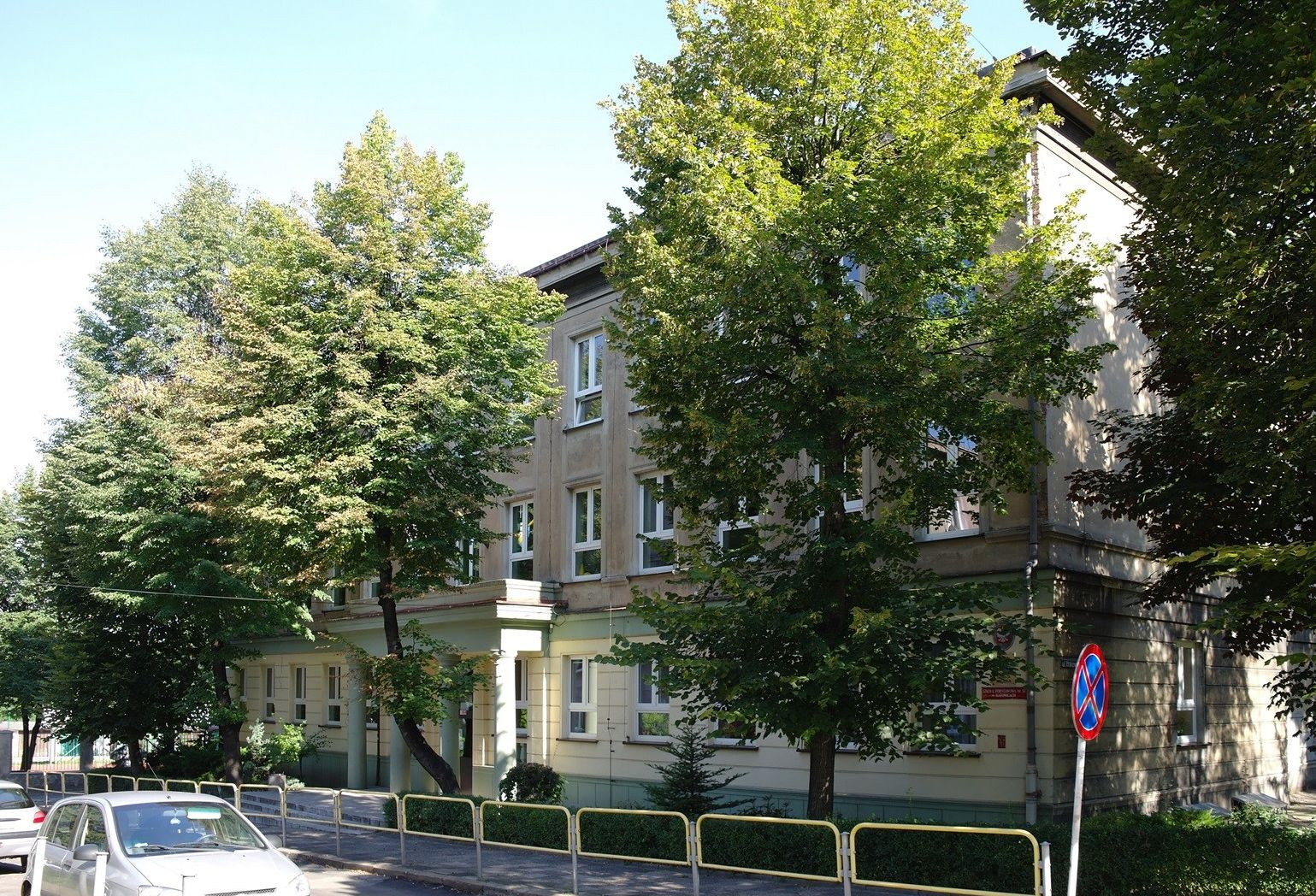
szkoła, ul. K. Iłłakowiczówny

## Ulice osiedla

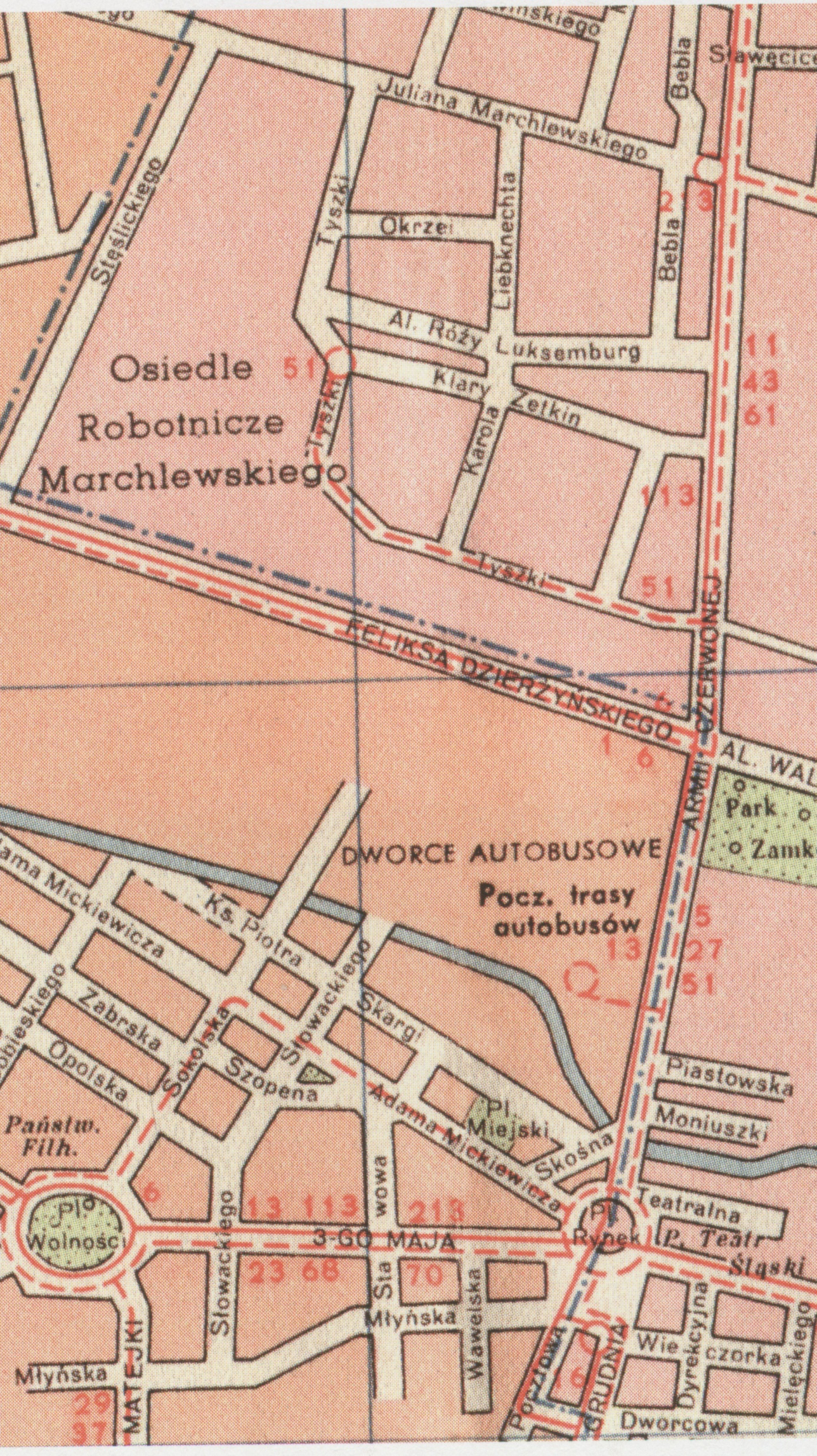
Fragment planu Katowic z 1957 r. Widoczne dawne nazwy ulic osiedla i brak połączenia ulic Liebknechta i Sokolskiej

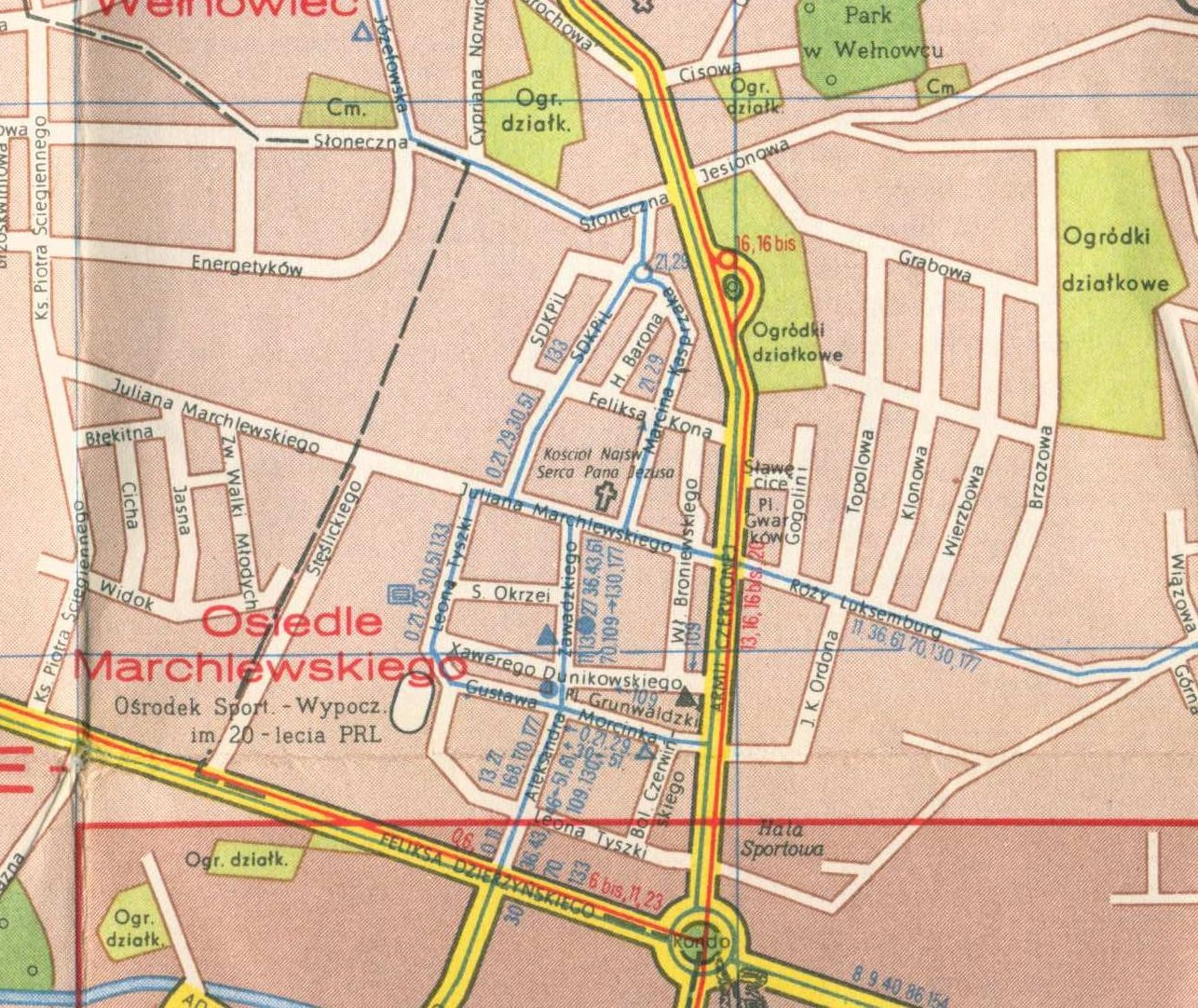
Fragment planu Katowic z 1972 r. Widoczne zmienione w poł. lat 60. XX w. nazwy ulic osiedla

- Al. Wojciecha Korfantego – dawniej Armii Czerwonej, Zamkowa
- Alfonsa Górnika – dawniej Feliksa Kona
- Antoniego Słonimskiego – dawniej Henryka Barona
- Bolesława Czerwińskiego
- Gustawa Morcinka – dawniej Klary Zetkin
- Kazimiery Iłłakowiczówny – dawniej SDKPiL
- Ks. Kard. Stefana Wyszyńskiego – dawniej Marcina Kasprzaka
- Michała Grażyńskiego – dawniej Leona Tyszki
- Misjonarzy Oblatów MN – dawniej Juliana Marchlewskiego
- Sokolska – dawniej Aleksandra Zawadzkiego, Karola Libknechta
- Stefana Okrzei
- Władysława Broniewskiego – dawniej Augusta Bebla
- Xawerego Dunikowskiego – dawniej Al. Róży Luksemburg[13][14][15]